# Shabir
Shabir Tabare Alam, conocido artísticamente como Shabir (n. en Singapur el 28 de febrero de 1985), es un galardonado cantautor y productor indio, intérprete de cuyas obras son predominantemente en Tamil. Ha sido ganador de una competencia de canto de Vasantham Star en el 2005, organizada por MediaCorp Vasantham TV Channel. En el día Nacional de Singapur, en un desfile organizado en el 2012, recibió una serie de opiniones por parte del primer ministro de ese país, Lee Hsien Loong.

## Biografía
Shabir nació en Tiruvannamalai, Tamil Nadu. Su padre es de origen urdu y su madre tamil del distrito de Chidambaram, Tamil Nadu. Shabir comenzó a componer a una edad temprana,  escribió y compuso su primera canción a la edad de 12 años.

## Carrera
Shabir comenzó su carrera como cantante y compositor cuando tenía unos 12 años de edad. Comenzó como un tecladista autodidacta, pasó por aprender música clásica indostánica, bajo la tutela del violinista Sri Veereshwar Madhri y guitarra de Steeve Vatz. Shabir también ha ejercido su carrera, como producción musical e ingeniería de audio. Ha vivido en Singapur, allí estudió en el SAE.
Shabir sigue siendo uno de los artista más reconocidos en Singapur, después de haber lanzado tres álbumes hasta la fecha como 'Alaipayuthey', 'TraffiQ' y 'Swasam-Scents of Prose'. La música de Shabir, es conocido por interpretar varios géneros musicales, influenciado como el pop, electro y entre otros. Con un estilo lírico, Shabir en sus canciones transmite mensajes  metafóricos y que a menudo lo experimenta con cadencia. Su interpretación vocal, le marca un estilo distinto cuando está influenciado con el rock. En el 2014, lanzó su próximo álbum titulado "Town Bus".

## Premios
- Vasantham Star 2005 (Winner)[1]
- Derana TV Awards Best Music Video for Nagara Vaytei by Shabir ft Dinesh K & Ramya 2009 (Winner)[2]
- Pradhana Vizha 2011 Best Actor (Winner)[3]
- Singapore Indian Artistes Association (Honored Best Actor) 2011[3]
- Pradhana Vizha 2012 Most Popular Song (Winner)[4]
- Kannadasan Award 2012 by Association of Singapore Tamil Writers (Winner)[5]
- Edison Awards 2013 Best International Singer (Winner)[6]

- Pradhana Vizha 2011 Best Soundtrack (Nomination)
- Pradhana Vizha 2010 Most Popular Artiste (Nomination)
- Pradhana Vizha 2011 Most Popular Artiste (Nomination)

### Noticias, reseñas y entrevistas
- Shabir's interview with The Straits TimesShabir and Dayang Nurfaezah en YouTube.

- Datos: Q7460103